# Pete Kircher

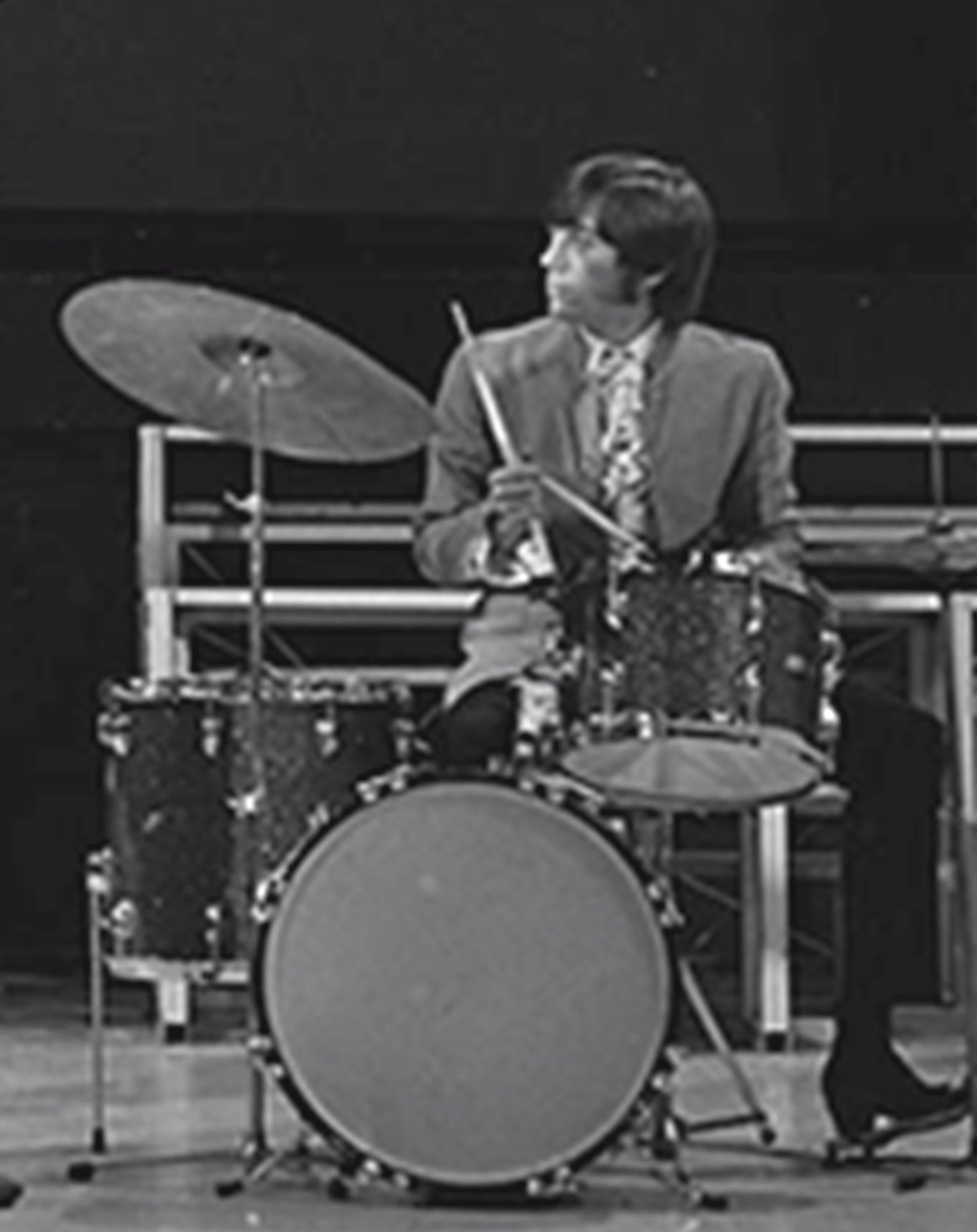
Pete Kircher (1968)

Peter Kircher (* 21. Januar 1945 in Folkestone, Kent, Vereinigtes Königreich) ist ein britischer Schlagzeuger, der in 1960er bis 1980er Jahren aktiv war. Als Mitglied von Status Quo eröffnete er 1985 das Live-Aid-Konzert.

## 1960er Jahre
Kircher spielte 1966 in der Gruppe The Loving Kind, zu der zunächst auch der Gitarrist Noel Redding (später Bassist der Jimi Hendrix Experience) zählte. Nachdem drei Singles der Band ohne Erfolg geblieben waren, fiel die Gruppe auseinander. Kircher wurde als Songwriter aktiv, unter anderem gemeinsam mit Pete Dello und Ray Cane.
Aus dieser Verbindung entstand 1967 die Gruppe Honeybus. Bis 1970 veröffentlichte Honeybus mehrere Singles und ein Album. Mit I Can't Let Maggie Go gelang ihr auch ein Hit. Danach löste sich die Gruppe auf, um sich Ende 1971 wieder zusammenzufinden. Da sie an den kommerziellen Erfolg nicht mehr anschließen konnte, kam es 1973 zur endgültigen Auflösung.

## 1970er Jahre
Kirchers nächste musikalische Station war die Band Shanghai, die 1974 von Mick Green (ex-Johnny Kidd & The Pirates) gegründet wurde. Shanghai veröffentlichte mehrere Singles und Alben und spielte 1976 als Vorgruppe von Status Quo, bevor sie sich Ende 1976 auflöste. Während der gemeinsamen Tournee wurden Freundschaften mit den Mitgliedern von Status Quo geschlossen, die dazu führten, dass Mick Green in der Folge mehrere Stücke gemeinsam mit Status Quos Bassisten Alan Lancaster schrieb. Pete Kircher wiederum wurde von Quos Leadsänger und -gitarristen Francis Rossi gebeten, die von ihm betreuten Aufnahmen von John Du Cann (ex-Atomic Rooster) am Schlagzeug zu begleiten. An diesen Aufnahmen war auch Andy Bown (Keyboard) beteiligt, weshalb eine Wiederveröffentlichung der Aufnahmen später unter dem Titel John Du Cann & Status Quo erschien.
Nach diesen Aufnahmen arbeitete Kircher zunächst als Sessionmusiker, bevor er sich 1978/1979 der Band L.E.X. anschloss, die zuvor unter dem Namen Liverpool Express einigen Erfolg hatte. Später spielte Kircher mit Ian Broudie zusammen. Das lose Projekt entwickelte sich zur Band The Original Mirrors, die trotz mehrerer Plattenveröffentlichungen ohne den gewünschten Erfolg blieb. Broudie wiederum schaffte später mit The Lightning Seeds den Durchbruch.

## 1980er Jahre
Kircher kehrte abermals zur Sessionarbeit zurück. Ende 1981 erreichte ihn dann die Nachricht, dass Status Quo kurzfristig einen Nachfolger für den ausgeschiedenen John Coghlan suchten. Kircher unterstützte die Band bei den Aufnahmen zum Album 1+9+8+2 und wurde später als neues Mitglied der Band vorgestellt. Mit dem Album gelang Kircher ein Nummer-1-Erfolg in Großbritannien. Auch auf den Alben Back to Back und Live at the N.E.C. (aufgenommen im Beisein von Prince Charles) ist er als Mitglied von Status Quo zu hören.
Seinen letzten Auftritt mit Status Quo hatte er am 13. Juli 1985, als die Band mit Rockin' All Over the World das Live-Aid-Konzert eröffnete. Im Anschluss an das Konzert lösten sich Status Quo kurzzeitig auf, die Neugründung der Band 1986 erfolgte ohne Pete Kircher.
Nach seinem Ausscheiden bei Status Quo hat sich Kircher weitgehend ins Privatleben zurückgezogen. Im Jahre 2003 trat er allerdings im Rahmen einer Oldie-Sendung des niederländischen Fernsehens noch einmal mit Honeybus auf.